# Nbeika
Nbeika este o comună din Regiunea Tagant, Mauritania, cu o populație de 18.310 locuitori.